# Katleri
Katleri är en stadsdel i östra Tallinn i Estland. Stadsdelen gränsar till Maarjamäe, Kose, Kuristiku, Tondiraba och Loopealse.